# Rhein-Kreis Neuss
Rhein-Kreis Neuss is een Kreis in de Duitse deelstaat Noordrijn-Westfalen. Kreisstadt is de stad Neuss. De Kreis telt 452.001 inwoners (31 december 2020) op een oppervlakte van 576,44 km². Op 31 december 2020 had 14,93% van de inwoners een niet-Duits staatsburgerschap (67.465 niet-Duitsers) en hadden 1.455 inwoners het Nederlandse staatsburgerschap.

## Steden en gemeenten
De volgende steden en gemeenten liggen in de Kreis:
| Steden                                                                        | Gemeenten                   |
| ----------------------------------------------------------------------------- | --------------------------- |
| 1. Dormagen 2. Grevenbroich 3. Kaarst 4. Korschenbroich 5. Meerbusch 6. Neuss | 1. Jüchen 2. Rommerskirchen |

Zie ook: Lijst van Kreise en kreisfreie steden in Noordrijn-Westfalen
Dormagen · Grevenbroich · Jüchen · Kaarst · Korschenbroich · Meerbusch · Neuss · Rommerskirchen